# Taos
Pour les articles homonymes, voir Taos (homonymie).
Taos (prononcé en anglais /taʊs/) est une ville du centre-nord du Nouveau-Mexique, aux États-Unis.  Elle est le siège du comté de Taos. Au recensement de 2000, sa population était de 4 700 habitants.
La ville est située à proximité du pueblo de Taos, le village de la tribu amérindienne dont elle porte le nom.  Le mot taos signifie « saule rouge » en langues kiowa-tanoanes.

## Géographie

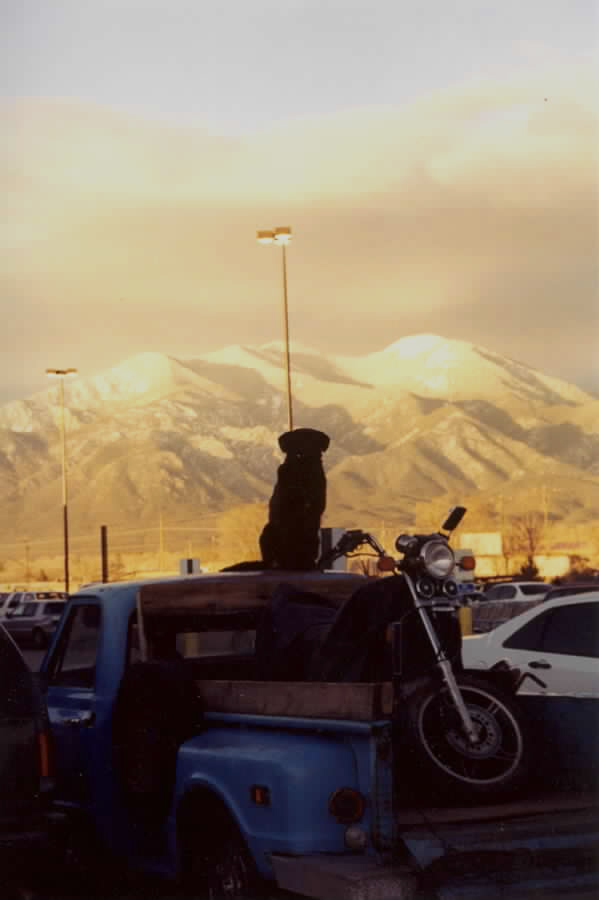
Pueblo Peak

Selon le bureau de recensement des États-Unis, la ville occupe une superficie totale de 13,9 km2, entièrement composée de terres cultivables.
Juste à l'ouest de Taos, se trouve la gorge du Rio Grande, coupant à travers les coulées de basalte du plateau volcanique de Taos, et traversée par le pont de la gorge du Rio Grande, qui fait maintenant partie de la route 64.
Taos est immédiatement adossée à l'ouest des montagnes du Chaînon Sangre de Cristo, où se trouvent plusieurs petites stations de ski, dont Taos Ski Valley, Red River et Angel Fire.

## Histoire
Taos a été établie en 1615, à la suite de la conquête espagnole des villages indiens tiwa de la vallée dès les années 1540. Après de premiers échanges pacifiques, les Indiens de la région résistèrent activement à la colonisation jusqu'à la fin du XVIIe siècle , . 
Pendant les années 1770, Taos fit l'objet de raids répétés des Comanches qui vivaient à l'époque dans les plaines de l'actuel Colorado oriental.  Juan Bautista de Anza, gouverneur de la province du Nouveau-Mexique, mena avec succès une expédition punitive contre les Comanches en 1779. 
Après la mainmise des États-Unis sur le Nouveau-Mexique en 1847, Hispaniques et Amérindiens de Taos organisèrent une rébellion, la Révolte de Taos, au cours de laquelle le nouveau gouverneur américain, Charles Bent, fut tué.
À partir de 1899, des artistes s'installèrent à Taos et une colonie artistique s'y développa (cf. infra).
La ville de Taos fut incorporée en 1934.

## Colonie artistique de Taos
Initialement, des artistes amérindiens du Pueblo de Taos créent des objets artisanaux en utilisant des méthodes traditionnelles transmises d'une génération à l'autre.
De plus, depuis la fin du dix-neuvième siècle, La ville de Taos est aussi devenue un centre artistique important, avec de nombreux artistes américains et étrangers en résidence temporaire ou permanente soit à Taos même, soit à la capitale proche de Santa Fe, soit dans les environs comme à Abiquiú (au Nouveau-Mexique) pour l'artiste-peintre Georgia O'Keeffe.
Comme à Santa Fe on trouve à Taos de nombreux musées et galeries d'art.
L'origine de la colonie artistique de Taos remonte à 1898, lorsque Bert G. Phillips et Ernest L. Blumenschein visitèrent Taos.  Un article sur le Pueblo de Taos, illustré de dessins de Blumenschein, parut dans l'édition du 10 juillet du magazine Harper's Weekly.  En quelques années, d'autres artistes les rejoignirent à Taos : Joseph Henry Sharp, W. Herbert Dunton, Eanger Irving Couse et Oscar Edmund Berninghaus. Ces six artistes fondèrent en 1915 la Taos Society of Artists (Société des artistes de Taos).  Celle-ci fut dissoute en 1927.  Les « Six de Taos » appliquèrent les techniques académiques aux thèmes amérindiens, produisant ainsi une école originale de peinture.
D'autres artistes continuèrent d'être attirés à Taos, à la fois par les caractéristiques visuellement spectaculaires de la région, par la présence de la colonie artistique en expansion et par l'influence de Mabel Dodge Luhan, une riche héritière de Buffalo qui avait possédé des salons d'art à Florence et à Manhattan avant de s'établir à Taos en 1919, où elle épousa en 1923 un homme d'origine amérindienne, Antonio Lujan et fit construire une maison, maintenant désignée lieu historique national.  Pendant plusieurs décennies, elle y invita des artistes, des écrivains et d'autres créateurs, dont D. H. Lawrence, Ansel Adams, Georgia O'Keeffe, Alfred Stieglitz et Andrew Dasburg. Plusieurs de ses invités demeurèrent à Taos et la colonie artistique s'y développa.  
Beaucoup de peintures concernaient des scènes locales, en particulier du Pueblo de Taos et de ses activités et des vastes paysages montagneux ou désertiques du Nouveau-Mexique. 
Certains des artistes utilisaient les Amérindiens des villages pueblo, dont Taos, comme modèles dans des peintures de genre. Certains studios ont été préservés et peuvent être visités, comme la maison Blumenschein. 
Depuis la seconde guerre mondiale sont apparus de nouveaux artistes, regroupés sous le nom de 'Taos Moderns', suivant des styles modernistes ou abstraits, en partie sous les conseils du peintre moderniste et cubiste Andrew Dasburg qui était déjà établi à Taos depuis de nombreuses années. Parmi ceux-ci figurent Thomas Benrimo, Emil Bisttram, Edward Corbett (artist), R.C. Ellis, Cliff Harmon, Janet Lippincott, Ward Lockwood, Louis Leon Ribak et son épouse Beatrice Mandelman, Agnès Martin, Robert Ray (artiste), Earl Stroh, Clay Spohn. 
D'autres artistes contemporains réputés ayant séjourné et travaillé à Taos comprennent Richard Diebenkorn, Mark Rothko, Ad Reinhardt, Clyfford Still et Morris Graves. 
L'influence de la colonie artistique de Taos est toujours présente dans le florissant marché de l'art de la ville et dans la présence d'artistes professionnels ou amateurs.

## Tourisme
A l'appui de ses richesses naturelles et culturelles, Taos est une des attractions touristiques majeures de la région du Sud-Ouest des États-Unis.
Parmi les principaux sujets d'intérêt figure la culture des peuples 'indiens' 'Pueblo et leur village du Pueblo de Taos, la ville de Taos proprement dite et ses nombreuses galeries d'artistes et divers bâtiments d'intérêt historique comme  les maisons de Kit Carson, du gouverneur Charles Bent, et de Mabel Dodge Luhan.
À 20 miles au nord-ouest se trouve un ranch  (originellement connu sous le nom de Kiowa Ranch et maintenant propriété de l'université du Nouveau-Mexique), qui fut la demeure du romancier britannique D. H. Lawrence dans les années 1920, et la seule propriété qu'il eut jamais.  Le romancier Alexander Trocchi vécut aussi quelque temps à Taos. 
À la sortie de Taos à Ranchitos se trouve la Hacienda Martinez, la maison du défunt Padre Antonio José Martínez, qui a été transformée en musée.
Au sud de Taos, en venant de Santa Fe, se trouve le village de Ranchos de Taos, avec son église mission Saint-François-d'Assise qui est célèbre par ses formes géométriques et a été souvent représentée par les peintres, dont Georgia O'Keeffe.
Proches, à l'extérieur de Taos, se trouvent à l'ouest les gorges du Río Grande et, au nord-est, la station de ski de Taos (Taos Ski Valley), sur les pentes des montagnes du chaînon Sangre de Cristo. À une heure plus au nord se trouve une autre station de ski, Red River, sur les pentes nord du même massif montagneux.

## Démographie
| Groupe            | Taos | Nouveau-Mexique | États-Unis |
| ----------------- | ---- | --------------- | ---------- |
| Blancs            | 71,1 | 68,4            | 72,4       |
| Autres            | 16,5 | 15,1            | 6,2        |
| Métis             | 5,4  | 3,8             | 2,9        |
| Amérindiens       | 5,3  | 9,4             | 0,9        |
| Asiatiques        | 1,0  | 1,4             | 4,8        |
| Afro-Américains   | 0,7  | 2,1             | 12,6       |
| Total             | 100  | 100             | 100        |
|                   |      |                 |            |
| Latino-Américains | 51,9 | 46,3            | 16,7       |

Selon l'American Community Survey, pour la période 2011-2015, 63,14 % de la population âgée de plus de 5 ans déclare parler l'anglais à la maison, 29,96 % l'espagnol, 1,78 % l'hébreu, 1,55 % tao, 0,95 % l'allemand et 2,60 % une autre langue.

## Administration
La Ville de Taos est administrée par un maire et un conseil municipal, élus pour quatre ans. Le maire actuel (depuis janvier 2009) est Darren Cordova.

## Enseignement supérieur
L'université du Nouveau-Mexique, basée à Albuquerque, possède un campus au centre ainsi qu'au sud de la ville.

## Jumelage
- Xalisco (Mexique)[10]

## Divers
Pour des raisons historiques, la place (plaza) de Taos est l'un des rares endroits des États-Unis où le drapeau américain peut flotter jour et nuit.  En 1861, à l'époque de la guerre civile, le drapeau qui flottait sur la place était souvent descendu par les sympathisants du Sud.  Les militaires de la garnison locale clouèrent le drapeau à son mat et firent savoir que quiconque y toucherait serait abattu.  Les autorités militaires, à Santa Fe, autorisèrent que le drapeau puisse flotter en permanence. Le Congrès accorda par la suite la permission officielle.

## Personnalités
Taos a hébergé de célèbres résidents.
- Lynn Anderson, chanteuse de country et pop
- Felipe Baca (1828–1874), fermier et homme politique
- Ernest L. Blumenschein, membre fondateur de la Société des artistes de Taos
- Kit Carson, pionnier
- Nikolaï Fechine, artiste
- Bill Rane, artiste
- R. C. Gorman, artiste
- Mabel Dodge Luhan, mécène
- Antoine Leroux, guide et trappeur renommé
- Agnes Martin, artiste
- John Nichols, écrivain
- Julia Roberts, actrice
- Donald Rumsfeld, ancien Secrétaire de la Défense
- Steven Seagal, acteur, producteur, scénariste, réalisateur, chanteur et musicien américain
- Anton Docher, missionnaire français (1852-1928)[11]
- DH Lawrence, écrivain
- James D. Doss, écrivain et scientifique
- Dennis Hopper, acteur réalisateur

Par ailleurs, Kylie Rae Harris (1989-2019), chanteuse américaine, est morte dans un accident de la route à Taos.